# 莲藕湖
莲藕湖是一个位于中国新疆维吾尔族自治区且末县的湖泊，面积约为8平方千米。